# Alt Heidelberg
Alt Heidelberg er en tysk stumfilm fra 1923 af Hans Behrendt.

## Medvirkende
- Paul Hartmann som Erbprinz Karl Heinz
- Eva May som Kaethi
- Werner Krauss som Dr. Jüttner
- Eugen Burg som Lutz, Kammerdiener
- Eugen Rex som Kellermann
- Willy Prager